# Брауде, Семён Яковлевич
Семён Яковлевич Бра́уде (28 января 1911, Полтава — 29 июня 2003, Харьков) — советский и украинский радиофизик и радиоастроном.

## Биография
Родился 15 (28 января) 1911 года в Полтаве, окончил Харьковский физико-математический институт (1932). В 1933—1955 работал в Украинском физико-техническом институте. Принимал активное участие в создании на базе его радиофизических отделов Института радиофизики и электроники АН УССР. С 1955 работал в Институте радиофизики и электроники АН УССР (в 1955—1980 — заместитель директора по научной части). Профессор ХПИ (1946—1956). Академик АН УССР (1969).
Основные труды в области радиофизики и радиоастрономии. Один из пионеров радиоастрономии в СССР. Под его руководством организована первая на Украине радиоастрономическая обсерватория, разработана радиоастрономическая аппаратура, в том числе оригинальные радиотелескопы с электрическим управлением лучом, работающие в декаметровом диапазоне. С помощью созданных под его руководством уникального радиотелескопа УТР-2 и радиоинтерферометра «УРАН» выполнен обширный ряд исследований радиоизлучения небесных объектов: обнаружено низкочастотное радиоизлучение пульсаров, проведены измерения протяженных радиоисточников, изучено распределение радиоизлучения космического фона, исследовано декаметровое излучение тел Солнечной системы и областей поглощения ионизованного водорода, обнаружена первая в декаметровом диапазоне радиолиния — нейтрального азота (спустя четверть века после её теоретического предсказания И. С. Шкловским).
Брауде и его сотрудниками составлен первый каталог радиоисточников и их спектров в декаметровом диапазоне. Проводил также теоретические исследования космического радиоизлучения. Ещё в 1957 году приступил к изучению принципиальной возможности радиолокационного зондирования солнечной короны. Теоретически определил эффекты совместного действия синхротронного и теплового излучений, эффекты поглощения в ионизованном газе, исследовал синхротронное излучение в объектах большой оптической толщины. Получил интересные данные о так называемых плазменных котлах, играющих важную роль в эволюции источников космического радиоизлучения. Разработал теорию распространения радиоволн над негладкой морской поверхностью. На основе изучения полученных Брауде амплитудных, фазовых и частотных (доплеровских) характеристик рассеянных сигналов создано новое научное направление — радиоокеанография. Принимал участие в разработке мощных генераторов радиоволн и создании первого в СССР радиолокатора.
Умер 29 июня 2003 года. Похоронен в Харькове на 2-м городском кладбище.

## Награды
- Сталинская премия 3-й степени (1952) — за исследования в области техники;
- Государственная премия Украины в области науки и техники (1997);
- Золотая медаль имени А. С. Попова АН СССР (1983);
- трижды орден Трудового Красного Знамени;
- медали;
- орден «За заслуги» 1—3-й степеней.

## Память
В честь Семёна Яковлевича Брауде в 2009 году назван кратер на обратной стороне Луны.